# Jamie Borger
Jan Peter Joacim Jamie Borger, född 28 maj 1964 i Avesta, är en svensk trummis som spelat trummor i hårdrocksbanden Treat,  Talisman, Six Feet Under, Alfonzetti, Capricorn och Swedish Erotica. Han var även trummis i bandet Last Autum's Dream tillsammans med Talismans svenske basist och grundare Marcel Jacob.
Nu spelar han i Svenska 80-talsbandet Secret Service